# Jerzy z Saksonii-Altenburga
Jerzy Karol Fryderyk (ur. 24 lipca 1796 w Hildburghausen, zm. 3 sierpnia 1853 w Hummelstain) – książę Saksonii-Altenburg.
Urodził się jako trzeci żyjący syn księcia Sachsen-Hildburghausen (od 1826 Sachsen-Altenburg) Fryderyka i jego żony Charlotty Georginy Mecklenburg-Strelitz.
Na tron wstąpił w 1848 po abdykacji starszego brata Józefa
7 października 1825 w Ludwiglust poślubił Marię Ludwikę Mecklenburg-Schwerin. Para miała trzech synów:
- Ernesta I (1826-1908), kolejnego księcia Sachsen-Altenburg
- Albrechta (1827–1835)
- Moritza (1829–1927)